# Tipula wulingshana
Tipula wulingshana är en tvåvingeart som beskrevs av Yang 1995. Tipula wulingshana ingår i släktet Tipula och familjen storharkrankar. Inga underarter finns listade i Catalogue of Life.